# Jogo Duro (programa de televisão)
Jogo Duro foi um programa dominical sobre esporte exibido pelo SBT às 12:30 (por um dia, às 09:00) e apresentado por Jorge Kajuru de 2 de abril a 13 de agosto de 2006.
Foi considerado como a volta do SBT à área esportiva, mas logo saiu do ar. O programa marcava boa audiência, chegando a marcar 17 pontos de pico.
Em entrevista ao programa Intruso, da RecordTV de Ribeirão Preto, Jorge Kajuru disse que, segundo Silvio Santos, seu programa saiu do ar por pressão da Ambev e da Nestlé, já que o jornalista não aceitou fazer uma campanha da Nestlé para que as famílias fossem para os estádios, e criticou a campanha em seu programa.